# Leopold Průša
Leopold Průša (18. listopadu 1866 Kamenice nad Lipou – 22. prosince 1936 Praha) byl rakousko-uherský, český a československý státní úředník a politik, za první republiky ministr pro zásobování lidu.

## Biografie
Působil jako úředník v politické správě za Rakouska-Uherska. Po vzniku ČSR se stal přednostou odboru na ministerstvu pro zásobování lidu.
Od 15. září 1920 zastával post ministra pro zásobování lidu v úřednické první vládě Jana Černého. Na tomto postu setrval do 24. ledna 1921, kdy z funkce odstoupil. Roku 1928 se stal viceprezidentem zemské správy v Čechách.